# Vida independiente
El concepto vida independiente alude, en el contexto del estudio de la diversidad funcional (discapacidad) a la autogestión de todos los aspectos de la vida de las personas con necesidades de apoyos para todas aquellas actividades  que no puedan realizar por sí mismas tales como para la higiene personal, vestirse, desvestirse, hacer de comer, comer, limpiar, comunicarse con los demás, desplazarse, e incluso en las actividades sexuales, y en la atención de los hijos e hijas si se desea ser madre o padre.
El concepto de vida independiente viene asociado al de diversidad funcional. En oposición al modelo médico-rehabilitador, que busca la asistencia como alternativa a la curación, el modelo de vida independiente se emplea para indicar una filosofía de vida basada en la posibilidad de las personas con diversidad funcional de ejercer el poder de decisión sobre su propia existencia y participar activamente en la vida de su comunidad, conforme al derecho al libre desarrollo de la personalidad y la vida particular y social bajo los principios de igualdad de oportunidades y no discriminación. La posibilidad de llevar a cabo una vida independiente es el principal objeto de la legislación antidiscriminatoria y sobre accesibilidad. 

## Principios básicos
El tratamiento tradicional de la discapacidad (modelo rehabilitador) emplea el término deficiencia para referirse a la existencia de deficiencias individuales e intrínsecas al individuo que limitan la posibilidad de actuar y de participar de las personas.
La filosofía de vida independiente entiende, por el contrario, que la discapacidad tiene lugar en la medida en que la sociedad no está diseñada para aceptar la diversidad de sus individuos y por lo tanto los discrimina impidiéndoles el acceso a la plena participación social en igualdad de oportunidades. De esta manera, la responsabilidad deja de ser del individuo y se traslada a la sociedad. Derivada de esta consideración nace la necesidad de eliminación de las barreras para facilitar la participación activa que ha llevado por un lado a los desarrollos de la accesibilidad universal y al diseño para todos, y por otro a las reivindicaciones sociales y a la concienciación de la sociedad para lograr un modelo de atención de las necesidades más justo y respetuoso con la voluntad de la persona con diversidad funcional.
Reclama, en última instancia, los mismos derechos civiles y humanos que tienen todos los ciudadanos también para las personas con diversidad funcional, y más específicamente el de poder decidir cómo, con quién y  dónde deseas  vivir y  quién te prestara  esos apoyos (asistencia personal) necesarios para tener las mismas oportunidades de vida que los demás ciudadanos y ciudadanos sin diversidad funcional.

## Historia
Se asume que el punto de partida de este modelo es el ingreso de Ed Roberts en la Universidad de California, Berkeley. Ed era una persona con una gran discapacidad que consiguió realizar estudios universitarios (se licenció en Ciencias Políticas) pese a todos los impedimentos que le puso la sociedad para cursar estudios debido a su discapacidad.
A partir del ejemplo de Ed y con la tradición de movimientos civiles en EE. UU. se impulsó el movimiento por la vida independiente que se basaba en los argumentos de la igualdad de participación activa en la sociedad y la eliminación de barreras.
El movimiento tuvo contrapartidas en Europa pero matizadas por la distinta tipología de la sociedad. Así, los impulsores del movimiento en Europa incluían la necesidad de la participación del estado para garantizar una participación igualitaria en la sociedad, frente a la posición más conservadora de los movimientos americanos que favorecería principalmente a las personas con discapacidad con recursos económicos. Por ello algunos grupos (sobre todo en el Reino Unido) promovieron el cambio de nombre del movimiento por el de Movimiento para la Vida Inclusiva. En cualquier caso, la mayoría de las organizaciones de los distintos países europeos adoptan la nomenclatura americana pese al sesgo hacia un modelo más social.

## Vida independiente por país

### España

#### Oficinas de Vida Independiente en España
Las Oficinas de Vida Independiente (OVI) son entidades dedicadas fundamentalmente a proporcionar servicios de asistencia personal a personas con diversidad funcional. También se ocupan de gestionar los proyectos de vida de estas personas a nivel administrativo y legal, así como de prestar otros servicios como la formación y la divulgación. El Movimiento de Vida Independiente en España optó por la denominación de Oficinas de Vida Independiente en lugar de Centro de Vida Independiente, utilizada en otros países, al considerar que el término "centro" en España remite a un modelo tradicionalmente asistencialista. Desde el punto de vista jurídico, las OVI pueden tomar distintas formas según su modelo de gestión o su dependencia administrativa. En España hay cuatro de estas oficinas, tres de ámbito autonómico (Comunidad de Madrid, Galicia y Andalucía) y una de ámbito municipal (Barcelona).

#### Red de Trabajo en Vida Independiente (RETEVI)
A finales de 2006, ASPAYM-Madrid crear la primera Red de Trabajo en Vida Independiente (RETEVI) que existe en España, a fin de promover una «Cultura de Vida Independiente» en el país. Para ello, trabaja conjuntamente con distintos espacios universitarios y académicos, así como con asociaciones de diversidad funcional, y el Foro de Vida Independiente.